# NWO (Netzwerk von Hackern und Trollen)
NWO („New World Order“, auch „Nie wieder online“) ist ein Netzwerk aus Hackern und Internettrollen, das in Deutschland, der Schweiz und Österreich systematisch Straftaten begeht. Der Fokus der Täter liegt hierbei auf Ausspähen von Daten, Doxing, Missbrauch von Notrufen und Swatting.

## Aufbau und Struktur

Mitglieder der NWO verwenden die Rückseite des Großen Siegels der Vereinigten Staaten, welches den Schriftzug novus order secolorum (Neue Weltordnung) trägt.

Das Bundeskriminalamt (BKA) bezeichnete die NWO im September 2024 als kriminelle Vereinigung. Die NWO sei ein „ausschließlich virtueller Zusammenschluss von Personen“, dessen Zweck es sei, „Straftaten zu begehen wie u. a. systematisches Cybermobbing und Cyberstalking“. Medienberichte legen nahe, dass die NWO bereits seit ca. 2018 als Online-Vereinigung operiert.
Interne Kommunikation der NWO legt zwar einen hierarchischen Aufbau nahe. Medienberichten zufolge gibt es Hinweise darauf, dass die NWO neben einer Kerngruppe von ca. zehn Mitgliedern aus ca. 200 Nebenakteuren, wobei sich für Aktionen Untergruppen in wechselnder Zusammensetzung bildeten.
Den Redaktionen von Spiegel und Kontraste wurden Aufzeichnungen der internen Kommunikation der Gruppierung zugespielt. Der Datensatz umfasst 75.000 Nachrichten und darüber hinaus auch Tonaufnahmen von Gesprächen. Auch Sicherheitsbehörden, Nachrichtendienste und private Sicherheitsdienstleister ermitteln zu den Hintergründen der zahlreichen Straftaten.
Laut der Hacktivistin N3ll41, welche zeitweise Administratorin eines Discord-Servers der NWO gewesen war, ist die NWO aus der „Hater-Community“ hervorgegangen; Als Hater werden zehntausende Menschen bezeichnet, welche sich in virtuellen Gruppen zusammengeschlossen haben, um gegen den Youtuber Rainer Winkler Hetzkampagnen betreiben.

## Vorgehensweise
Durch verschiedene Methoden wie die Verwendung manipulierter Telefonnummern („Spoofing“) täuschten NWO-Mitglieder falsche Identitäten vor und erreichten es so, Dritte – wie Polizisten – mit Zugriffsrechten zum Abrufen von Informationen aus Datenbanken zur Weitergabe persönlicher Daten zu bringen. So erlangte Daten wurden in der Folge von NWO-Mitgliedern beispielsweise in Streams veröffentlicht, was als „Doxing-Party“ zelebriert werde.
Außerdem führten NWO-Mitgleider zahlreiche Swatting-Angriffe durch. Hierbei täuschten Täter vermeintliche Notlagen wie Brände, Gaslecks oder Gewaltverbrechen vor und erreichten so Einsätze von Rettungskräften in den Wohnungen der Opfer. Die Täter verfolgten mit dem Swatting das Ziel, eine Festnahme der Opfer zu erreichen und dies in Online-Streams live mitzuverfolgen.
Opfer der NWO sind laut dem BKA regelmäßig Streamer, häufig jedoch auch vulnerable oder kognitiv beeinträchtigte Menschen. Die Opfer werden von Mitgliedern der NWO als „Masken“ bezeichnet, mit denen man das sogenannte „Maskengame“ spiele. Im Rahmen dieser „Maskengames“ werden die Opfer von der NWO systematisch beleidigt, bedroht und verfolgt. Außerdem werden online gepostete oder veröffentlichte Inhalte der Opfer mit volksverhetzenden und Symbolen terroristischer und/oder verfassungsfeindlicher Organisationen kommentiert. Ziel sei es, die Opfer verhöhnen und zur Aufgabe ihrer Online-Präsenz zu bringen.
Laut Belltower.news, einem Onlineblog der Amadeu Antonio Stiftung, wurden von der NWO nicht nur YouTuber, Streamer, Aktivisten wie die Antirassismusaktivistin Jasmina Kuhnke gedoxt, sondern auch Vertreter der „Querdenken“-Bewegung wie Michael Ballweg, oder konservative Influencer mit Verbindungen zu Rechtsradikalen wie Niklas Lotz („Neverforget Niki“). Während die Hacktivistin N3ll41 die NWO im Kontext des Prozesses zum Tod der österreichischen Ärztin Lisa-Maria Kellermayer als „Drachenhaider“ bezeichnete, zeichnet Belltower.news anhand von Social-Media-Posts ein differenzierteres Bild der Verbindung zwischen der NWO und dem „Drachengame“. So erklärten die sog. „Haider“ laut Belltower-news selbst, dass es innerhalb der NWO Unterstützer und Gegner des Drachengames gebe. Während einige Mitglieder der NWO sich aktiv am Drachengame beteiligten, gingen andere gegen die Szene der Haider vor oder streuten Falschinformationen, um die Haider zu trollen.

## Der NWO zugeordnete Aktionen
Im Jahr 2023 gab es Swatting-Angriffe auf Landespolitiker aus Niedersachsen und Rheinland-Pfalz. Anhand von Tonaufzeichnungen aus NWO-Kreisen ließ sich nachzeichnen, dass NWO-Mitglieder die Taten planten, Listen mit Informationen zu den Opfern anlegten und Angriffe absprachen. Zwei Listen mit 77 Personen konnten Journalisten der Tagesschau einsehen. Stichprobenartige Anrufe bei den Betroffenen zeigten, dass zehn der Personen Opfer von Swatting geworden waren.
Im Oktober 2023 gab es zahlreiche Bombendrohungen in Deutschland. Die Verfasser gaben sich als pro-israelische Terroristen oder als Mitglieder der Terrororganisation Hamas aus. Per E-Mail wurden Bombendrohungen unter anderem an öffentliche Einrichtungen und Schulen versendet. Journalisten von Kontraste und Spiegel erklärten, dass die Täter „wohl keine politischen Ziele“ verfolgt hätten, mit den Drohungen hätten die Täter vielmehr „Angst verbreiten und Aufmerksamkeit erzeugen“ wollen. Medienberichten zufolge wurden drei Personen verhaftet, von denen zwei 19 und 30 Jahre alt sein sollten. Der dritte Verhaftete wurde als „Anfang 20“ beschrieben und soll Medienberichten zufolge unter dem Pseudonym „Daniel Funke“ als Teil der NWO agiert haben.
Das Institut für Sicherheit und Datenanalyse im Streaming (Betroffenenverbund) berichtete im Jahr 2024 von 1048 Streamern, die im Visier der NWO seien, und zählte innerhalb von 26 Monaten 130 Fälle von Swatting bei Streamern.
Die NWO wird auch mit dem Phänomen des „Pizzabombing“ in Verbindung gebracht. Hierbei würden im Namen der Opfer des Cybermobbings zahlreiche Pizzen zur Adresse des Opfers bestellt. Hierbei werden Lücken im der IT-Sicherheit insbesondere bei dem Anbieter Lieferando genutzt. Laut Medienberichten wurde für derartige Massenbestellungen eine Software entwickelt, die von Mitgliedern der NWO als „Pizzerando“ bezeichnet wird. Ein Sprecher von Lieferando erklärte auf Nachfrage, dass die Pizzerando-Software von Zeit zu Zeit weiterentwickelt werde, um neu etablierte Sicherheitsmechanismen zu umgehen, worauf man jeweils mit Maßnahmen reagiere.

## Strafverfolgung

### Hack und Veröffentlichung privater Daten deutscher Politiker und Prominenter 2018/2019
Im Januar 2019 wurde der 20-jährige Johannes S., der unter dem Namen „0rbit“ und „G0d“ auftrat, verhaftet. Ihm wurde vorgeworfen, im Dezember 2018 private Daten von circa 1000 aktiven oder ehemaligen Politikern, sowie von Prominenten veröffentlicht zu haben. Unter den veröffentlichten Daten befanden sich „Telefonnummern, Anschriften und in 14 Fällen zusätzlich Chats, Bankdaten, Ausweiskopien, E-Mails und Fotos.“ Insgesamt habe Johannes S. 8000 E-Mails, 35.000 Bilder, 600 Videos, 4000 PDF- und 1600 Word-Dokumente veröffentlicht. Er verbreitete über mehrere Wochen 2000 Links zu den veröffentlichten Dokumenten. Am 4. Januar gab das Lagezentrum des BSI eine Sicherheitswarnung über eine akute „IT-Bedrohungslage“ der Stufe „Gelb“ heraus.
Der Spiegel berichtete im Jahr 2021, dass Sicherheitsbehörden Johannes S. weiterhin als Einzeltäter ansähen. Eine Sprecherin der Zentralstelle zur Bekämpfung der Internetkriminalität bei der Generalstaatsanwaltschaft Frankfurt am Main erklärte, dass „keine Feststellungen zu weiteren Tatbeteiligten getroffen werden“ konnten. Gegen die Gruppe NWO oder ihre Mitglieder werde nicht ermittelt. Der Spiegel erklärte jedoch, dass es Hinweise darauf gebe, dass Johannes S. „Teil der NWO-Szene“ gewesen war. Auch der Focus berichtete, dass Johannes S. selbst erklärt haben soll, mit der NWO zusammengearbeitet zu haben. Der Spiegel berichtete zudem, dass Johannes S. „einem seiner Profilnamen zeitweise das Kürzel NWO vorangestellt“ habe. Gegen Johannes S. wurde wegen des Verdachts des Ausspähens von Daten und der Fälschung beweiserheblicher Daten ermittelt. Nach einem umfassenden Geständnis wurde Johannes S. zu einer Jugendstrafe von neun Monaten auf Bewährung verurteilt.
Das BSI wurde im Spiegel wie folgt zitiert:

„Die Täter des ‚aktuellen »Politleaks«‘, so das BSI, hätten es offenbar vor allem auf private Accounts von ‚VIPs und Funktionsträgern‘ im Bundestag abgesehen. Mitarbeiter aus der Öffentlichkeitsarbeit, dem Bereich Social Media und dem Rechnungswesen sowie Redenschreiber von Politikern seien im Fokus der Angreifer gewesen, ‚da in deren Postfächern die relevantesten Inhalte erwartet‘ wurden. ‚Für zukünftige Fälle ist jedoch auch denkbar, dass dienstliche Accounts angegriffen werden‘“

### Konzertiertes Vorgehen gegen mutmaßlich führende NWO-Mitglieder im Jahr 2024
Im Juni 2024 bat die Justizministerkonferenz (JuMiKo) den Bundesjustizminister Marco Buschmann (FDP), gegen Phänomene wie die „Maskengames“ vorzugehen. Am 3. September 2024 berichtete dann das Bundeskriminalamt gemeinsam mit der Zentralstelle zur Bekämpfung der Internetkriminalität von einer konzertierten Aktion gegen zehn mutmaßliche NWO-Mitglieder, die als Rädelsführer der NWO vermutet wurden.
Auf Nachfrage von Journalisten erklärte das Landeskriminalamt Sachsen: „Die verschiedenen Straftaten von Cybermobbing fallen nicht in den Zuständigkeitsbereich des Landeskriminalamtes. Cybermobbing wird stattdessen in den örtlichen zuständigen Polizeidirektionen bearbeitet.“
Am 20. September 2024 wurde ein mutmaßliches Mitglied der NWO, das unter dem Pseudonym „Daniel Funke“ auftrat, verhaftet und in Untersuchungshaft überführt. Aus ermittlungstaktischen Gründen hielten sich die Behörden zu den Hintergründen zunächst bedeckt. Gegenstand des Gerichtsverfahrens war neben Bombendrohungen auch ein mutmaßlich in Auftrag gegebener, jedoch nicht ausgeführter Auftragsmord. Hierbei habe der Beschuldigte 3000 € für die Tötung eines Menschen aus Offenbach gezahlt, was der Beschuldigten jedoch bestritt.  Am 31. Juli 2025 erging das Urteil: „Daniel Funke“ hatte während des Verfahrens gestanden, 50 Drohmails verfasst zu haben. Das Gericht sah darüber hinaus hinreichende Beweisanzeichen, um anzunehmen, dass Daniel Funke im Juli 2023 einen Totschlag in Auftrag gegeben hatte und verurteilte „Daniel Funke“ nach Jugendstrafrecht zu einer dreijährigen Gesamtfreiheitsstrafe. Ein Mittäter, der lediglich an den Bombendrohungen beteiligt gewesen war, wurde nach dem Jugendstrafrecht zu einer einjährigen Freiheitsstrafe auf Bewährung verurteilt. Der Mittäter erklärte, den Haupttäter zum Swatting angestiftet zu haben, da er einer Frau imponieren wollte, die über Kontakte zum Bundeskriminalamt verfügte.
Hinweisgeberin in dem Verfahren war die Hacktivistin N3ll41.

### Hacktivistin N3ll41
Die Rolle der als Hacktivistin auftretenden N3ll41 (auch Nella, N3LL4 und Ornella Al-Lami) sei laut Medienberichten „schwer zu erfassen“. N3ll41 hatte gemeinsam einem weiteren Nutzer mit dem Pseudonym „Mimon“ einen Discord-Server geleitet, auf dem Maskengames organisiert worden waren. N3ll41 selbst erklärte dazu in einer Fernsehdokumentation an, dass es auf dem Server anfangs um „Chatten und Chillen“ gegangen sei und sich daraus dann ein „Hardliner-Troll-Server“ entwickelt habe. N3ll41 seien dann nach eigenen Angaben ihre Administratorrechte entzogen worden, wodurch ihr die Kontrolle über den Server entglitten sei. N3ll41 gab in dem Beitrag ebenfalls preis, dass sie mit dem Hacker Patayana, der unter anderem Daten der Influencerin Aline Bachmann gedoxt hatte, befreundet gewesen sei. N3ll41 erklärte, dass sie Patayana dazu gebracht habe, „aufzuhören“. In dem Medienbeitrag wurde aufgezeigt, dass N3ll41 einerseits mit mehreren Personen aus dem NWO-Umfeld befreundet sei, aber gleichzeitig mit der Polizei zusammenarbeite. N3ll41 erklärte dazu: „Ich habe zwar mit den radikalen Aktionen aufgehört, aber ich jage ja immer noch Leute. “

## Dokumentationen
- Swatting: Die Polizei als Waffe – Wie Cyber-Kriminelle ihre Opfer quälen | Reportage | Kontraste (RBB, 16. Mai 2024)
- Das Cybermobbing-Kartell (Das Erste, 16. Oktober 2024)